# Eduardo Suplicy
Eduardo Matarazzo Suplicy (São Paulo, 21 de junio de 1941) es economista, profesor universitario, empresario y político brasileño, actualmente diputado estatal en São Paulo. Está afiliado al Partido de los Trabajadores (PT). En las elecciones generales de Brasil de 2022 fue elegido diputado estadual con el mayor número de votos del estado de São Paulo.
En 1978 fue elegido diputado estadual por el antiguo Movimiento Democrático Brasileño. En 1982 fue diputado federal por el PT. Ha sido también candidato a alcalde de São Paulo y al estado del mismo nombre. Repitió como candidato a alcalde en 1992. Fue senador durante 24 años por el PT desde el 1 de febrero de 1991 hasta el 1 de febrero de 2015. Fue elegido concejal por el municipio de São Paulo el 1 de enero de 2017, logrando el mayor número de votos histórico en la ciudad.